# Кандагар (фільм, 2001)
«Кандагар» (перс. قندهار, Qandahar) — ірансько-французький фільм-драма 2001 року, поставлений режисером Мохсеном Махмальбафом. Оригінальна перська назва фільму — «Подорож у Кандагар» (перс. سفر قندهار, Safar-e Ghandehar); відомий також під альтернативною назвою «Місяць закриває Сонце» (The Sun Behind the Moon). Світова прем'єра стрічки відбулася 11 травня 2001 року на 54-му Каннському міжнародному кінофестивалі, де вона брала участь в основній конкурсній програмі та була відзначена Призом екуменічного журі . У 2001 році фільм отримав Приз Федеріко Фелліні від ЮНЕСКО. Він також був внесений до списку 100 фільмів усіх часів за версією часопису Time.

## Сюжет
Канадійка афганського походження Нафас (Нелофер Пазіра) отримує листа з Афганістану від своєї сестри, яка втратила під час вибуху міни обидві ноги і тепер хоче вчинити самогубство в день останнього сонячного затемнення другого тисячоліття. Нафас нелегально повертається на батьківщину та направляється в Кандагар, супроводжувана спочатку підлітком, відрахованим зі школи (Qur'anic school), а потім афроамериканцем (з фальшивою бородою), віднедавна наверненим в іслам. У розвитку своєї подорожі Нафас з жахом дізнається все більше й більше про талібанський Афганістан, про порядки, що тепер панують тут: діти-мародери, велика кількість безногих, які підірвалися на мінних полях, заборона пісень і танців, та багато іншого… Всі свої думки з цього приводу Нафас записує на диктофон.

## Виробництво
Більша частина фільму була знята в Ірані, але деякі сцени були зафільмовані на території Афганістану. Багато акторів, включаючи Нелофер Пазіру, зіграли самі себе. Фільм вийшов перською, англійською, польською та на мові Пушту

## У ролях
| • Іке Огут         | … | Нагхадар    |
| • Нелофер Пазіра   | … | Нафас       |
| • Хассан Тантаї    | … | Табіб Сахід |
| • Саду Теймурі     | … | Хак         |
| • Хоятала Хакімі   | … | Хаят        |
| • Моніка Ханкієвич | … |             |

## Знімальна група
- Автор сценарію — Мохсен Махмальбаф
- Режисер-постановник — Мохсен Махмальбаф
- Продюсер — Мохсен Махмальбаф
- Оператор — Ібрагім Гафорі
- Композитор — Мохаммад Реза Дарвіші
- Монтаж — Мохсен Махмальбаф
- Художник-постановник — Акбар Алі
- Артдиректор — Акбар Мешкіні
- Звукорежисери — Бахруз Шахамат, Фарух Фадаї

## Нагороди та номінації
| Список нагород та номінацій                       | Список нагород та номінацій | Список нагород та номінацій                     | Список нагород та номінацій | Список нагород та номінацій | Список нагород та номінацій |
| Кінопремія                                        | Дата церемонії              | Категорія                                       | Номінант(и)                 | Результат                   |                             |
| ------------------------------------------------- | --------------------------- | ----------------------------------------------- | --------------------------- | --------------------------- | --------------------------- |
| Каннський міжнародний кінофестиваль               | 2001                        | Золота пальмова гілка                           | Кандагар                    | Номінація                   |                             |
| Каннський міжнародний кінофестиваль               | 2001                        | Приз екуменічного журі                          | Кандагар                    | Перемога                    |                             |
| Міжнародний кінофестиваль у Салоніках             | 2001                        | Приз ФІПРЕССІ (Паралельна секція)               | Кандагар                    | Перемога                    |                             |
| Міжнародний кінофестиваль у Вальядоліді           | 2001                        | Золотий колос                                   | Кандагар                    | Номінація                   |                             |
| Премія Європейської кіноакадемії                  | 2001                        | Міжнародний приз                                | Мохсен Махмальбаф           | Номінація                   |                             |
| Національна рада кінокритиків США                 | 2001                        | Премія Свобода вираження                        | Кандагар                    | Перемога                    |                             |
| Італійський національний синдикат кіножурналістів | 2002                        | Срібна стрічка найкращому іноземному режисерові | Мохсен Махмальбаф           | Номінація                   |                             |
| Ризький міжнародний кінофорум «Арсенал»           | 2002                        | Найкращий режисер                               | Мохсен Махмальбаф           | Перемога                    |                             |